# 島根県道176号掛合大東線
島根県道176号掛合大東線（しまねけんどう176ごう かけやだいとうせん）は、島根県雲南市を通る一般県道である。

## 概要
雲南市掛合町掛合から雲南市大東町東阿用に至る。

### 路線データ
- 起点：島根県雲南市掛合町掛合（国道54号交点）
- 終点：島根県雲南市大東町東阿用（島根県道25号玉湯吾妻山線交点）

## 路線状況

### 重複区間
- 島根県道51号出雲奥出雲線（雲南市三刀屋町中野）
- 島根県道272号吉田三刀屋線（雲南市三刀屋町中野 - 雲南市三刀屋町多久和）
- 国道314号（雲南市三刀屋町上熊谷 - 雲南市木次町西日登）
- 島根県道45号安来木次線・島根県道156号木次横田線（雲南市木次町寺領）
- 飯石ふれあい農道（雲南市木次町寺領）

### 道路施設

#### 橋梁
- 高瀬大橋（斐伊川、雲南市、国道314号重複区間内）

## 地理

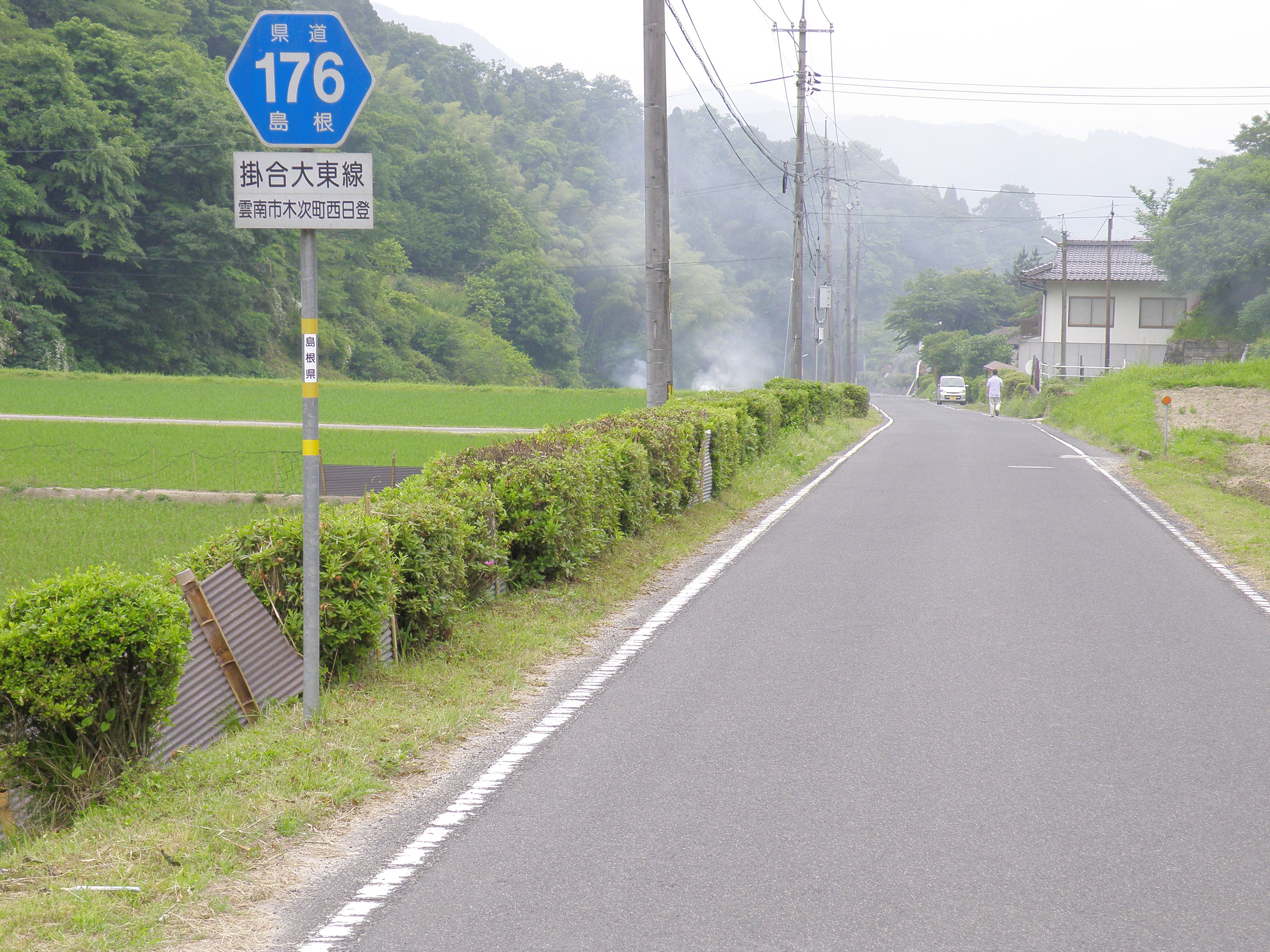
雲南市木次町西日登を通る県道176号

### 通過する自治体
- 島根県
  - 雲南市

### 交差する道路
| 交差する道路                                                                 | 交差する場所   | 交差する場所 |
| ---------------------------------------------------------------------------- | -------------- | ------------ |
| 国道54号                                                                     | 掛合町掛合     | 起点         |
| 飯石ふれあい農道                                                             | 三刀屋町須所   |              |
| 島根県道51号出雲奥出雲線 重複区間起点 島根県道272号吉田三刀屋線 重複区間起点 | 三刀屋町中野   |              |
| 島根県道51号出雲奥出雲線 重複区間終点                                        | 三刀屋町中野   |              |
| 島根県道272号吉田三刀屋線 重複区間終点                                       | 三刀屋町多久和 |              |
| 国道314号 重複区間起点                                                       | 三刀屋町上熊谷 |              |
| 国道314号 重複区間終点                                                       | 木次町西日登   |              |
| 島根県道45号安来木次線 重複区間起点 島根県道156号木次横田線 重複区間終点     | 木次町寺領     |              |
| 島根県道45号安来木次線 重複区間終点 島根県道156号木次横田線 重複区間終点     | 木次町寺領     |              |
| 飯石ふれあい農道 重複区間起点                                                | 木次町寺領     |              |
| 飯石ふれあい農道 重複区間終点                                                | 木次町寺領     |              |
| 島根県道25号玉湯吾妻山線                                                     | 大東町東阿用   | 終点         |

### 交差する鉄道
- 木次線

### 沿線
- 道の駅掛合の里（起点付近）
- 飯石郵便局
- 斐伊川
- 雲南市立西日登小学校
- 雲南市立寺嶺小学校